# Панд Орей (река)
Вижте пояснителната страница за други значения на Панд Орей.
Панд Орей (на английски: Pend Oreille River) е река в северозападната част на САЩ (щатите Айдахо и Вашингтон) и Югозападна Канада (провинция Британска Колумбия), ляв приток на река Колумбия.
Дължината ѝ е 209 км, а заедно с река Кларк Форк, вливаща се в езерото Панд Орей от изток дължината ѝ става 703 км.
Реката изтича от северозападния ъгъл на езерото Панд Орей, близо до град Сандпойнт (7365 жители) в щата Айдахо, тече на запад хокрай градчето Прист Ривър (1751 жители) и при град Нюпорт (2116 жители) навлиза в щата Вашингтон. От там завива на северозапад, а след това на север и преминава през националния парк Колвил. Навлиза в канадска територия, завива на запад и след 24 км са влива от ляво в река Колумбия, на 350 м северно американо-канадската граница.
По цялото си протежение реката тече през планинска местност в тясна, на места каньоновидна долина, като денивелацията от извора ѝ на 629 м до устието ѝ на 418 м е 211 м, което прави пад от 1,01 м/км. Този голям пад предполага наличието на големи енергийни ресурси и по течението на реката са построени 4 преградни стени (2 в САЩ и 2 в Канада), които не само регулират оттока ѝ но и в основите им са построени ВЕЦ-ове произвеждащи евтина електроенергия. Четирите язовирни стени са:
- Олбани Фолс – на 2,5 км преди град Нюпорт (Вашингтон)), височина 55 м, построена 1955 г.
- Баундари – 48°59′14″ с. ш. 117°20′52″ з. д. / 48.987222° с. ш. 117.347778° з. д., щат Вашингтон), височина 104 м, построена 1967 г.
- Севън Майл – 49°01′49″ с. ш. 117°30′11″ з. д. / 49.030278° с. ш. 117.503056° з. д., провинция Британска Колумбия, височина 67 м, построена 1979 г.
- Ванета – непосредствено преди устието, провинция Британска Колумбия, височина 67 м, построена 1954 г.

Площта на водосборния басейн на реката е 66 900 km2, като по-голямата част от него (над 3/4) е в щата Монтана, малка част в щатите Айдахо и Вашингтон и съвсем малка част в Канада (провинция Британска Колумбия). Основни притоци са: река Прист, вливаща се от дясно при градчето Прист Ривър, Айдахо и река Салмо, също десен приток, вливаща се на канадска територия.
Основно подхранване – снежно-дъждовно. Среден многогодишен дебит в устието 748 m3/s, като максимумът е през май-юни 4851 m3/s, а минимумът – през януари-февруари 0 m3/s.
Покрай десния бряг на реката от Нюпорт, Вашингтон) до Сандпойнт, Айдахо, на протежение от 47 км преминава междущатско шосе № 2. От Нюпорт на север до село Тайгър, покрай левия бряг на реката на протежение от 76 км е щатско шосе № 20, а от там на север до канадската граница – щатско шосе № 31 (76 км).
През 1809 г. Дейвид Томпсън, служител-геодезист на „Северозападната компания“, занимаваща се с търговия на ценни животински кожи открива езерото Панд Орей и изтичащата от него река, а през лятото на следващата годиа я проследява цалата и звъшва първото ѝ топографско заснемане и картиране.